# Milan Srdoč
Milan Srdoč (Rijeka, 3. siječnja 1920. – Beograd, 7. siječnja 1988.)  bio je srbijanski filmski, kazališni i televizijski glumac, rodom iz Hrvatske. Srdoč je bio jedan od poznatijih komičara u jugoslavenskoj poslijeratnoj kinematografiji.

## Životopis
Rodio se je 3. siječnja 1920. godine u Rijeci kao sin brodokovača, a odrastao na beogradskoj periferiji gdje je izučio tokarski zanat u brodogradilištu na Čukarici. Amaterski se bavio glumom, a kao dijete je već glumio u Nušićevoj Gospođi ministrici. Poslije tramvajske nesreće, neko vrijeme glumi u Lutkarskom pozorištu u Beogradu; od 1948. u zaječarskom pozorištu, a pedesetih u Beogradskom dramskom pozorištu gdje glumi manje uloge. Potom glumi u Narodnom pozorištu, da bi zatim prešao na status slobodnog umjetnika i posvetio se filmu i televiziji. Nastupio je u oko četrdeset filmova. 

## Vanjske poveznice
- Milan Srdoč u internetskoj bazi filmova IMDb-u (engl.)